# Bouatba
Bouatba est un des onze villages appartenant à la commune de Souamaâ dans la Wilaya de Tizi Ouzou en Algérie.